# نوک‌خاری
نوک‌خاری (نام علمی: Acanthiza) نام یک سرده از راسته گنجشک‌سانان است.

## گونه‌ها
- نوک‌خاری دم‌پهن, Acanthiza apicalis
- نوک‌خاری کفل‌زرد, Acanthiza chrysorrhoa
- نوک‌خاری تاسمانی, Acanthiza ewingii
- نوک‌خاری غربی, Acanthiza inornata
- نوک‌خاری نوک‌باریک, Acanthiza iredalei
- نوک‌خاری کوهی, Acanthiza katherina
- نوک‌خاری نواری, Acanthiza lineata
- نوک‌خاری گینه نو, Acanthiza murina
- نوک‌خاری زرد, Acanthiza nana
- نوک‌خاری قهوه‌ای, Acanthiza pusilla
- نوک‌خاری کفل‌کاهی, Acanthiza reguloides
- نوک‌خاری پشت‌کبود, Acanthiza robustirostris
- نوک‌خاری کفل‌بلوطی, Acanthiza uropygialis